# Comuna Hjørring
Hjørring (Hjørring Kommune) este o comună din regiunea Nordjylland, Danemarca, cu o suprafață totală de 927,34 km².